# 當皮埃爾家族
當皮埃爾家族（法語：Maison de Dampierre）是一個起源於法國北部的貴族家族，得名自同名城市當皮埃爾。

當皮埃爾家族徽章

1196年居伊二世與波旁的瑪蒂爾德一世結婚，其長子阿沙姆伯八世成為波旁領主；次子威廉二世因與瑪格麗特二世結婚，其後代成為佛蘭德伯國的統治者。